# David Vigodski
David Vigodski   (Hòmiel, 23 de setembre de 1893 (Julià) - Karlag, 27 de juliol de 1943) va ser un crític literari, lingüista, traductor, poeta i professor rus.

## Biografia
Nascut a Hòmiel, a l'Imperi Rus (actualment a Bielorússia), en una família jueva no religiosa, Vigodski era cosí del conegut psicòleg del desenvolupament Lev Vigotski, sobre qui va tenir una influència important. Es va graduar al departament de llengües romàniques i germàniques de la Universitat Estatal de Sant Petersburg i es va convertir en traductor i professor: va traduir de l'alemany (Johannes Becher), el francès (André Malraux), l'hebreu (Chaim Bialik) i, especialment, del castellà (Vicente Blasco Ibáñez, Benito Pérez Galdós i altres). En l'època de la Revolució d'Octubre de 1917 i la Guerra Civil espanyola, va ensenyar llatí i va donar conferències sobre literatura moderna a Hòmiel, però a la dècada de 1920 es va traslladar a Petrograd. Zemlya («Terra)», un recull de la seva poesia, es va publicar el 1922; el mateix any, el seu article «Un estudi de la nova poesia jueva» va aparèixer a la revista Parfenon. Era proper al grup OPOYAZ, i casa seva era un lloc de trobada per a escriptors i estudiants de literatura: «potser va ser aquí on [Lev] Vigotski va conèixer per primera vegada membres de l'escola formalista i el poeta acmeista Óssip Mandelstam, un dels seus poetes preferits». Marietta Šaginjan va escriure'n aquesta descripció:
A Leningrad, al carrer Mokhovaia, hi havia un edifici típic d'apartaments i en un típic i lúgubre apartament de Leningrad d'aquest edifici hi vivia l'home que en els primers anys de la Revolució d'Octubre va descobrir per al lector soviètic la meravellosa poesia de Cuba. Semblava tímid i molt agradable, i era impossible no estimar-lo i respectar-lo. Era molt pàl·lid, prim, baix, amb uns ulls amables i tan clars com els dels infants, sota unes celles inusualment gruixudes que gairebé els tapaven. L'apartament tenia llibres per tot arreu, apilats fins al sostre i cobrint el terra. I no li van ser suficients. L'esperaves durant hores, i després tornava de l'avinguda Liteini, on en aquells dies atractives llibreries de segona mà s'amuntegaven a banda i banda de l'avinguda, arrossegant a casa amb dificultat un munt de llibres nous. I aquells llibres es desembolicaven, s'obrien i es llegien amb avidesa, quan de vegades no hi havia res per menjar a casa. Aquest meravellós amant dels llibres de Leningrad, conegut aleshores com un hispanista que sabia moltes llengües, era David Isaàkovitx Vigodski, un nom àmpliament conegut a l'altra banda de l'oceà. Fins i tot avui, llibres de Sud-amèrica arriben a la seva adreça de Leningrad amb inscripcions commovedores.

Va ser arrestat el 14 de febrer de 1938 (com a part d'una purga política general de traductors) i, malgrat una inusual i valenta campanya de suport d'escriptors com Iuri Tyniànov, Víktor Xklovski, Konstantín Fedin i Mikhaïl Zósxenko, va morir en un gulag.